# Michael Keck
Michael Keck (Fürth, 8 de febrero de 1969) es un deportista alemán que compitió en bádminton, en la modalidad de dobles mixto.
Ganó dos medallas en el Campeonato Europeo de Bádminton, plata en 1998 y bronce en 1996.

## Palmarés internacional
| Campeonato Europeo | Campeonato Europeo  | Campeonato Europeo | Campeonato Europeo |
| Año                | Lugar               | Medalla            | Prueba             |
| ------------------ | ------------------- | ------------------ | ------------------ |
| 1996               | Herning (Dinamarca) | Medalla de bronce  | Dobles mixto       |
| 1998               | Sofía (Bulgaria)    | Medalla de plata   | Dobles mixto       |